# Azim Isabekov
Azim Beishembayevich Isabekov (in russo Азимбек Бейшембаевич Исабеков?; Arashan, 4 aprile 1960) è un politico kirghiso.
Dal gennaio al marzo 2007 è stato il Primo ministro del Kirghizistan.